# Magda Portal
Pour les articles homonymes, voir Portal.
Magda Portal (née le 27 mai 1900 dans le district de Barranco à Lima et morte dans la même ville le 11 juillet 1989) est une poétesse, journaliste et une militante politique et féministe péruvienne. Elle fait partie du mouvement littéraire de la poésie d'avant-garde au Pérou et en Amérique latine.
Elle est en outre l'une des fondatrices du Parti apriste péruvien (APRA), un important parti politique péruvien.

## Jeunesse et formation
Magda Portal est née le 27 mai 1900 à Barranco, près de Lima, au Pérou. Elle travaille la journée et suit des cours à l'Université de San Marcos, le soir. Ces cours ont contribué à sa formation philosophique et politique. Elle commence sa carrière littéraire en écrivant de la poésie et en publiant des articles dans des magazines. En 1923, Magda Portal est lauréate du prestigieux concours de poésie des Jeux floraux de l’université de San Marcos. Cependant, elle refuse le prix après avoir entendu Augusto Leguia, le président péruvien qui devait lui annoncer et lui décerner le prix. C'est un tournant définitif dans sa carrière et marque peut-être le début de sa carrière politique.

## Carrière politique
Magda Portal continue à écrire après ce concours de poésie en 1923. Le 11 novembre 1923, elle donne naissance à sa fille, Gloria. De retour au Pérou après un voyage en Bolivie, elle est active dans les mouvements progressistes et la scène littéraire de Lima. En juin 1927, persécutée pour avoir pour avoir prétendument participé à des organisations communistes, elle fuit le régime d'Augusto Leguía . Pendant son exil, elle se rend à Cuba et au Mexique. Au Mexique, elle rencontre Víctor Raúl Haya de la Torre, fondateur péruvien du mouvement Alliance populaire révolutionnaire américaine (APRA), ce qui la conduit à adhérer au mouvement. Elle fonde ensuite avec d'autres personnes le Parti apriste péruvien (PAP) en 1931. À cette époque, Magda  Portal se concentre davantage sur la politique que sur la poésie et elle devient une anti-impérialiste engagée. Magda Portal  voyage dans toute l'Amérique latine pour promouvoir les idéaux anti-impérialistes et apristes, se révélant une leader politique.
En 1930, Magda Portal se rend au Chili. Elle est arrêtée et placée en cellule d'isolement. Après la chute du régime du président Augusto Leguía le 25 août 1930, Magda Portal retourne au Pérou. Elle est chargée  par le comité exécutif national du parti Aprista, d'organiser des groupes de femmes Aprista dans tout le pays. Elle collabore au magazine du parti Apra. Elle publie et édite diverses brochures de propagande. Le gouvernement de Luis Miguel Sánchez Cerro qui avait renversé le régime d'Augusto Leguía, s'inscrit dans la continuité. Il œuvre pour l'élimination du mouvement Aprista en persécutant ses membres. Magda Portal et de nombreux membres d'Apra sont contraints à la clandestinité.
En 1933, Sánchez Cerro est assassiné par un militant aprista. Oscar R. Benavides arrive au pouvoir. Magda Portal est nommée secrétaire nationale pour les femmes au sein du parti Aprista. Dans cette position de leadership, Magda Portal voyage à travers le Pérou. Elle est arrêtée et emprisonnée à nouveau. Elle est libérée en 1936. Magda Portal se rend en Bolivie, en Argentine et au Chili.
En 1945, Magda Portal retourne au Pérou. Elle dirige une campagne exigeant le droit de vote pour les femmes. Elle ouvre les portes aux femmes de l’université populaire González-Prada. Ses convictions féministes ne sont pas partagées par le parti Aprista. Se sentant trahie par le parti, elle le quitte en 1950. Elle relate son expérience dans le roman biographique La Trampa, publié en 1954. Elle rejoint le Parti communiste péruvien. Elle continue de défendre les droits des femmes au sein du groupe féministe de Lima Alliance pour la libération des femmes péruviennes.

## Réalisations littéraires
Magda Portal écrit depuis les années 1920. Elle  est proche de l'avant-garde littéraire péruvienne. Dans les années 1970 et 1980, ses réalisations littéraires sont remarquées par la critique. Elle écrit et publie de la poésie, des livres et des articles de journaux et de magazines dans toute l'Amérique du Sud, dont beaucoup expriment son point de vue progressiste sur les droits des femmes. En 1980, Magda Portal est élue présidente de l'Asociación Nacional de Escritores y Artistas. Elle est connue comme une personnalité littéraire de premier plan, en Amérique latine. Magda Portal décède à Lima, en 1989.
Les archives personnelles et littéraires de Magda Portal ont été achetées par la collection latino-américaine Benson en 1986.

## Publications

### Poésie
- Magda Portal, Ánima absorta, 1924.
- Magda Portal, El desfile de las miradas, 1926.
- Magda Portal, Una esperanza y el mar, varios poemas a la misma distancia, 1927.
- Magda Portal, Constancia del ser, 1965.

### Essais
- Magda Portal, El nuevo poema y su orientación hacia una estética económica, 1928.
- Magda Portal, América latina frente al imperialismo, 1929.
- Magda Portal, Defensa de la revolución mexicana, 1931.
- Magda Portal, Hacia la mujer nueva, 1933.
- Magda Portal, ¿ Quiénes traicionaron al pueblo, 1950.

### Romans
- Magda Portal, El derecho de matar, cuentos revolucionarios, 1926.
- Magda Portal, La trampa, 1957.

## Postérité
- L'artiste féministe, Judy Chicago lui rend hommage en la citant dans son œuvre The Dinner Party achevée en 1979[16].